# サニーサイド・レコード
サニーサイド・レコード（Sunnyside Records）は、ピアニストのハロルド・ダンコのアルバムをリリースするため、1982年にフランソワ・ザラカンによって設立されたアメリカのジャズ・レコード会社およびレーベル。カーク・ライトジーやリー・コニッツによるアルバムが、その後すぐにジャズに加え、クラシックなブルース、ワールドミュージックといった幅広く交差する分野をカバーする一連のリリースの開始を告げた。